# شيريل شينفيا
شيريل شينفيا (بالإندونيسية: Sheryl Sheinafia)‏ (ولدت في يوم الأربعاء  4 ديسمبر  1996) هي مغنية من إندونيسية وهي أصغر أشقاءها الخمسة.كانت  أول آلة موسيقية إستعملتها في الدراسة عندما كانت من سن 5 سنوات إلى 11 سنة هي البيانو. وهي تستخدم الغيتار في أغانيها.
تعلمت شيريل تقنيات العزف على الجيتار عن طريق بعض المقاطع التعليمية على اليوتيوب، فضلا عن الفنانين المحليين. كما أنها إستوحت تعليمها للجيتار  من المغني جون ماير.
تتفرد شيريل بالعزف والغناء وكتابة الأغاني، تعاقدت معها  ميوزيكا ستوديو عندما كان عمرها 14 عام. وأصدرت أول أغانيها في عام 2012. والأغنية الثانية كانت في فبراير 2013.

## روابط خارجية
- شيريل شينفيا على موقع IMDb (الإنجليزية)
- شيريل شينفيا على موقع ميوزك برينز (الإنجليزية)